# 阿拉瓦尔普尔
阿拉瓦尔普尔（Alawalpur），是印度旁遮普邦Jalandhar县的一个城镇。总人口7172（2001年）。

## 人口
该地2001年总人口7172人，其中男性3760人，女性3412人；0—6岁人口857人，其中男487人，女370人；识字率73.06%，其中男性为76.78%，女性为68.96%。